# Abram-François Pettavel
Abram-François Pettavel, né le 4 avril 1791 et décédé le 14 août 1870 à Neuchâtel, est un philosophe suisse originaire de Bôle.

## Biographie
Fils d'Abram, notaire, membre des Quatre-Ministraux de Neuchâtel, et de Charlotte Salomé Perrot, il effectue des études de belles-lettres à Zurich, de 1807 à 1811, puis de philosophie et de théologie à Berlin (1811-1813). Il obtient au terme de ces dernières son doctorat en philosophie. Consacré en 1813, il devient membre de la classe des pasteurs de Neuchâtel jusqu'à sa suppression en 1848. Parallèlement, il devient professeur de belles-lettres grecques et latines au collège de Neuchâtel de 1813 à 1870, puis de philologie à l'Académie de Neuchâtel (1841-1848), dont il en fut le premier recteur, de 1841 à 1842, puis de 1846 à  1847. Il exerce également comme diacre au Val-de-Ruz entre 1844 et 1870. Il se consacra à l'œuvre philosémitique des Sociétés des Amis d'Israël et travailla assidûment au rapprochement entre judaïsme et christianisme. Il est notamment l'auteur de la Fille de Sion ou le rétablissement d'Israël (1844).

## Publications (sélection)
- Le retour, ca. 1835-1870.
- Aux églises chrétiennes, 1835.
- Christ glorifié: à l'occasion du jubilé de la Réformation, célébré à Genève le 23 août 1835, Neuchâtel: imprimerie Petitpierre et Prince, 1835.
- Deux peuples, un seul peuple, ou Lettres du prof. A. F. Pétavel, l'une adressée aux Israélites, l'autre aux chrétiens d'Amsterdam et de Hollande, Amsterdam: H. Höveker, 1852.
- La foi, 1860